# Knihovna Evangelické teologické fakulty Univerzity Karlovy
Knihovna Evangelické teologické fakulty Univerzity Karlovy sídlí v suterénu fakultní budovy v Praze v Černé ulici. Její fond obsahuje asi 150 000 publikací, více než 200 pravidelně odebíraných periodik a velké množství archivních periodik.

## Historie
Knihovna vznikla stejně jako fakulta v roce 1919. Ministerstvo školství a národní osvěty její vznik podpořilo částkou 50 000 korun. V roce 1920 bylo ve fondu asi 3000 publikací, v roce 1939 kolem 30 000. Významnou formou rozšiřování knihovny byly dary, touto cestou se do fondu dostala např. knihovna po faráři Janu Karafiátovi. Od konce 30. let do počátku 80. let 20. století knihovnu vedl Václav Sobotka, za zásluhy o knihovnu mu byl v roce 1990 udělen čestný doktorát fakulty. Za druhé světové války, v roce 1942, zachránil profesor František Michálek Bartoš knihovnu před převozem do Rakouska a knihy byly uloženy ve sklepě Husova domu. Rozdělení fakulty na evangelickou a Husovu československou v roce 1950 se knihovny výrazně nedotklo. V roce 1953 byla knihovna provizorně umístěna v bývalém shromažďovacím sálu v Husově domě a zde zůstala až do konce 80. let. V roce 1969 měla již 70 000 svazků. V roce 1990 se knihovna stejně jako celá fakulta stala součástí Univerzity Karlovy a v roce 1995 byla přestěhována do současné fakultní budovy v Černé ulici. V roce 2000 byl po čtyřleté rekonstrukci otevřen volný výběr knih.
Nejstarším tištěným exemplářem ve fondu knihovny je Bible benátská z roku 1506.